# Championnat d'Italie de rugby à XV 2018-2019
Navigation
Eccellenza 2017-2018 Top12 2019-2020
Le Championnat d'Italie de rugby à XV 2018-2019 ou Top12 2018-2019 oppose les douze meilleures équipes italiennes de rugby à XV. Le championnat débute le 15 septembre 2018 et se termine par une finale prévue le 28 mai 2019. Il se déroule en deux temps : une première phase dite régulière en match aller-retour où toutes les équipes se rencontrent deux fois et une phase finale en deux tours. Le premier de la phase régulière rencontre le quatrième et le deuxième rencontre le troisième en match aller-retour lors des demi-finales, puis la finale entre les deux vainqueurs de ces demi-finales. 

## Liste des équipes en compétition
| Calvisano Firenze Lazio Rome Mogliano Padoue San Donà Reggio d'Émilie Rovigo Fiamme Oro Vérone Viadana |

| Équipe               | Stade                                                   | Capacité | Ville           |
| -------------------- | ------------------------------------------------------- | -------- | --------------- |
| Calvisano            | Stade communal San Michele                              | 3 500    | Calvisano       |
| Fiamme Oro Roma      | Centro Sportivo della Polizia di Stato di Ponte Galeria | 1 348    | Rome            |
| Reggio Emilia        | Stade Mirabello                                         | 4 500    | Reggio d'Émilie |
| Rugby Club I Medicei | Impianto polivalente Padovani                           | 2 000    | Florence        |
| Lazio                | Centre sportif Giulio-Onesti                            | 628      | Rome            |
| Mogliano             | Stade Maurizio-Quaggia                                  | 786      | Mogliano Veneto |
| Petrarca Padoue      | Stadio Plebiscito                                       | 9 600    | Padoue          |
| Valsugana Rugby      | CS Altichiero                                           | 500      | Padoue          |
| Rovigo               | Stade Mario-Battaglini                                  | 5 500    | Rovigo          |
| San Donà             | Stade Romolo-Pacifici                                   | 1 500    | San Donà        |
| Verona Rugby         | CS Gavagnin-Nocini                                      | 1 200    | Vérone          |
| Rugby Viadana        | Stade Luigi-Zaffanella                                  | 6 000    | Viadana         |

## Résumé des résultats

### Classement de la phase régulière
| Rang | Club                | J  | V  | N | D  | Bo | Bd | Pm  | Pe  | Diff | Pts |
| ---- | ------------------- | -- | -- | - | -- | -- | -- | --- | --- | ---- | --- |
| 1    | Rugby Calvisano     | 22 | 18 | 0 | 4  | 14 | 4  | 671 | 323 | +348 | 90  |
| 2    | Rugby Rovigo        | 22 | 18 | 0 | 4  | 14 | 2  | 705 | 385 | +320 | 88  |
| 3    | Petrarca Padoue (T) | 22 | 18 | 0 | 4  | 6  | 4  | 482 | 266 | +216 | 82  |
| 4    | Reggio              | 22 | 16 | 0 | 6  | 10 | 5  | 592 | 440 | +152 | 79  |
| 5    | Fiamme Oro          | 22 | 12 | 0 | 10 | 14 | 5  | 630 | 505 | +125 | 67  |
| 6    | I Medicei           | 22 | 10 | 0 | 12 | 4  | 7  | 459 | 450 | +9   | 51  |
| 7    | San Donà            | 22 | 9  | 0 | 13 | 5  | 4  | 418 | 545 | -127 | 45  |
| 8    | Rugby Viadana       | 22 | 9  | 0 | 13 | 2  | 6  | 440 | 487 | -47  | 44  |
| 9    | Mogliano SSD        | 22 | 7  | 0 | 15 | 5  | 4  | 392 | 606 | -214 | 37  |
| 10   | SS Lazio            | 22 | 6  | 0 | 16 | 7  | 3  | 401 | 681 | -280 | 30¹ |
| 11   | Vérone (P)          | 22 | 6  | 0 | 16 | 3  | 3  | 364 | 614 | -250 | 30  |
| 12   | Valsugana (P)       | 22 | 3  | 0 | 19 | 5  | 6  | 371 | 643 | -272 | 23  |

¹ Le SS Lazio 1927 a eu quatre points de pénalité pour avoir disputé un match sans respecter le règlement sur les joueurs étrangers.
|  | Qualifiés pour les demi-finales (no 1, no 2, no 3, no 4).             |
|  | Relégué en deuxième division à l'issue de la saison (no 11 et no 12). |
|  | T : tenant du titre 2018 • P : promu 2018                             |

Attribution des points : victoire sur tapis vert : 5, victoire : 4, match nul : 2, défaite : 0, forfait : -2 ; plus les bonus (offensif : 4 essais marqués ; défensif : défaite par 7 points d'écart ou moins).

#### Match pour la10eplace
A la fin de la saison régulière, les clubs de Vérone et SS Lazio ayant le même nombre de points, un match de playdown est joué entre les 2 équipes. Le perdant sera relégué en Série A, tandis que le vainqueur restera dans l'élite.
| 13 mai 2019 | Vérone                       | 14 – 16 (3 - 10) | SS Lazio                                                  | Stadio Plebiscito, Padoue |
| 13 mai 2019 | Essai(s) : 1 Pénalité(s) : 3 |                  | Essai(s) : 1 Transformation(s) : 1 Carton(s) jaune(s) : 3 | Stadio Plebiscito, Padoue |
| 13 mai 2019 |                              |                  |                                                           | Stadio Plebiscito, Padoue |

### Phase finale
Les quatre premiers de la phase régulière sont qualifiés pour les demi-finales qui se font en matchs aller-retour. L'équipe classée première affronte celle classée quatrième alors que la seconde affronte la troisième. Les deux premières équipes ont l'avantage de recevoir lors du match retour. 
|  | Demi-finales              | Demi-finales              |           |         | Finale      | Finale      |
|  | Demi-finales              | Demi-finales              |           |         | Finale      | Finale      |
|  |                           |                           |           |         |             |             |
|  | 4 mai 2019 et 11 mai 2019 | 4 mai 2019 et 11 mai 2019 |           |         | 18 mai 2019 | 18 mai 2019 |
|  | 4 mai 2019 et 11 mai 2019 | 4 mai 2019 et 11 mai 2019 |           |         | 18 mai 2019 | 18 mai 2019 |
|  | Reggio Emilia             | 17 \| 3                   |           |         | 18 mai 2019 | 18 mai 2019 |
|  | Reggio Emilia             | 17 \| 3                   |           |         | 18 mai 2019 | 18 mai 2019 |
|  | Calvisano                 | 25 \| 43                  |           |         | 18 mai 2019 | 18 mai 2019 |
|  | Calvisano                 | 25 \| 43                  | Calvisano | 33      |             |             |
|  | 4 mai 2019 et 11 mai 2019 |                           | Calvisano | 33      |             |             |
|  |                           | Rovigo                    | 10        |         |             |             |
|  | Petrarca Padoue           | Rovigo                    | 10        | 10 \| 9 |             |             |
|  | Petrarca Padoue           |                           |           | 10 \| 9 |             |             |
|  | Rovigo                    | 10 \| 18                  |           |         |             |             |
|  | Rovigo                    | 10 \| 18                  |           |         |             |             |